# Turcología

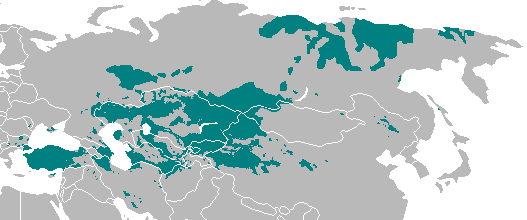
Difusión de las lenguas túrquicas

La turcología es un conjunto de ciencias humanas que reúne el estudio de las lenguas, la historia, la literatura, el folclore, la cultura y la etnología de los pueblos túrquicos, aquellos que hablan lenguas túrquicas. 
La primera información etnológica sobre las tribus túrquicas fue sistematizada alrededor del siglo XI por el filólogo turco Mahmud al-Kashgari en la obra Dīwān ul-Lughat it-Turk (Diccionario de la lengua túrquica). A finales del siglo XIII se escribieron diccionarios multilingües para aplicaciones prácticas en el comercio internacional y la vida política: el Codex Cumanicus Cumano-Persa-Latín-Alemán, el y los diccionarios armenio-kipchak y ruso-kipchak.
En la Edad Media la turcología se centraba en los estudios greco-bizantinos, por embajadores, viajeros y geógrafos. En los siglos XV-XVIII el tema principal de la turcología era el estudio del Imperio otomano y el idioma turco, así como las lenguas túrquicas de Europa Oriental y Asia Occidental. En 1612 se publicó una gramática de Jerome Megizer, seguida en 1680 por el Léxico Turco-Árabe-Persa de cuatro volúmenes de François Mesgnien. 
Ejemplos más recientes incluyen el estudio del antiguo alfabeto turco, descifrado en 1893 por el filólogo danés Vilhelm Thomsen y publicadas por Vasili Rádlov, un etnólogo ruso nacido en Alemania, fundador de la turcología moderna.